# Việt Trì
Việt Trì is een stad in Vietnam en is de hoofdplaats van de provincie Phú Thọ. Việt Trì telt naar schatting 86.000 inwoners.